# Astiphromma eximium
Astiphromma eximium là một loài tò vò trong họ Ichneumonidae.